# Reinier de Klerk
Reinier de Klerk ook bekend als Reynier de Klerck (Middelburg, 19 november 1710 - Batavia, 8 september 1780), was een Nederlands koloniaal ambtenaar die na een carrière bij de Vereenigde Oost-Indische Compagnie (VOC) als kapitein, bestuursambtenaar op de noordkust van Java en op Banda, langdurig lid van de Raad van Indië en van 1778 tot 1780 gouverneur-generaal van de VOC was.

## Jeugd
Reinier de Klerk werd geboren in een armoedig Middelburgs gezin. Al op 15-jarige leeftijd ging hij naar zee aan boord van een fregat dat voor de Zeeuwse kamer van de VOC de vanuit Batavia terugkerende vloot tegemoet voer en terug naar Nederland begeleidde. Hierna maakte hij in dienst van de VOC nog een tweetal reizen naar de Oost.
In 1731 voer hij als derde 'maat' uit op het VOC schip 't Vliegend Hert, waarna hij zich blijvend in Indië vestigde.

## Tussen Java en Sumatra
In Batavia maakte De Klerk snel carrière: eerst voer hij als plaatsvervangend gezagvoerder en daarna als kapitein op een VOC-bark in totaal zeven maal heen en weer tussen Batavia en Padang (1735-1737), daarna speelde hij op de westkust van Sumatra ook een rol als marineofficier ter ondersteuning van de inlandse vorsten van Baros en Sorkam in hun strijd tegen de heerser van Atjeh. In een brief van deze vorsten aan de gouverneur-generaal in Batavia werd De Klerk als een 'galante held' beschreven.
Na een korte periode als boekhouder voor de VOC in Batavia werd De Klerk nog in 1737 benoemd tot onderkoopman/resident van Lampong op Sumatra. De keuze voor deze benoeming was op de Klerk gevallen vanwege zijn bewezen geschiktheid bij de bemiddeling in grensgeschillen tussen inlandse vorsten.
In Lampong speelde zich, op het moment van De Klerks benoeming, een strijd af tussen de vorsten van Bantam en Palembang over de macht over de plaatselijke peperleveranties. De VOC was niet in een verstoring van de toelevering van peper vanuit Lampong geïnteresseerd en De Klerk kreeg de opdracht als scheidsrechter tussenbeide te komen. Gedurende 18 maanden lag hij bij Mangala met zijn schepen tussen de troepen van de oorlogvoerende vorsten in. Toen er na die periode nog geen uitzicht op een vredesovereenkomst was, nam de Klerk het heft in eigen handen en bouwde op de grens tussen Bantam en Palembang een fort (Valkenoog genoemd naar de toenmalige gouverneur-generaal Adriaan Valckenier), waar hij de VOC-vlag hees, kanonnen in stelling bracht en het omstreden gebied voor de VOC opeiste.

## Bestuursambtenaar op Java's noordoostkust
In 1741, kort na de Chinezenmoord, waarbij de VOC duizenden Chinezen uit Batavia verjoeg (en velen ven hen vermoordde) omdat ze van plannen tot omverwerping van het Nederlands gezag verdacht werden, keerde De Klerk naar Java terug. Hij werd als secretaris toegevoegd aan de expeditie die de zich rond Batavia hergroeperende Chinezen en hun Javaanse bondgenoten naar Oost-Java moest verjagen. Bij deze militaire actie onderscheidde De Klerk zich weer als een gewiekst bemiddelaar: in Semarang wist hij door list de Javaanse aanvoerder van de opstandige troepen tot overgave te overreden.
Na dit succes werd De Klerk in 1742 benoemd tot 'opperhoofd' van Java's noordoostkust met als standplaats Soerabaya. In de periode waarin De Klerk in Soerabaya aangesteld was probeerde de vorst van Madoera zijn invloed op oostelijk Java uit te breiden. Hierbij kwam hij in conflict met de meest invloedrijke inlandse heerser, de 'Soesoehoenan' van Kartasoera. Door omkoping probeerde de vorst van Madoera De Klerk er toe te bewegen aan zijn kant mee te strijden of zich in ieder geval afzijdig te houden. Toen De Klerk onomkoopbaar bleek, klaagde de vorst van Madoera hem aan bij de gouverneur-generaal. Hierop werd De Klerk uit zijn functie ontheven en naar Batavia ontboden (1744). Na verhoor door de nieuwe gouverneur-generaal Van Imhoff werd De Klerk echter vrijgesproken en naar Noordoost-Java teruggezonden, eerst als hoofdadministrateur en vanaf 1746 als opperkoopman en gezagvoerder van Semarang.

## Gouverneur van Banda
In 1749 werd De Klerk benoemd tot gouverneur en directeur van het eiland Banda Neira in het oosten van de Indonesische archipel. Bij zijn aankomst bleek de plaatselijke bevolking te verhongeren, terwijl Nederlandse handelaren de prijs van rijst verhoogden en hun monopoliepositie ten volle uitbuitten. De Klerk doorbrak de prijsregulering van de rijst die de handelaren onderling hadden afgesproken en behoedde de inwoners van Banda op die manier voor een dreigende hongersnood. Gedurende zijn gouverneurschap werd de productie van nootmuskaat en foelie aanzienlijk opgevoerd.

## Bestuurder in Batavia
Na zijn terugkeer in Batavia in 1753 schreef De Klerk een verhandeling over het eiland Banda. Het ziet ernaar uit dat De Klerk na zijn terugkomst het besluit nam om zich aldaar blijvend te vestigen: in 1754 trouwde hij met Sophia Francina Westpalm, weduwe van het Raad van Indië-lid Verijssel, hij accepteerde de functie van president van het college van Boedelmeesters der Chinese en andere onchristelijke sterfhuizen te Batavia, en in het daaropvolgende jaar werd hij 'extra-ordinair' lid van de Raad van Indië. Vanaf 1762 werd hij volwaardig lid van deze raad.
In 1775 volgde De Klerk de tot gouverneur-generaal benoemde Jeremias van Riemsdijk op in diens positie van directeur-generaal.

## Gouverneur-generaal

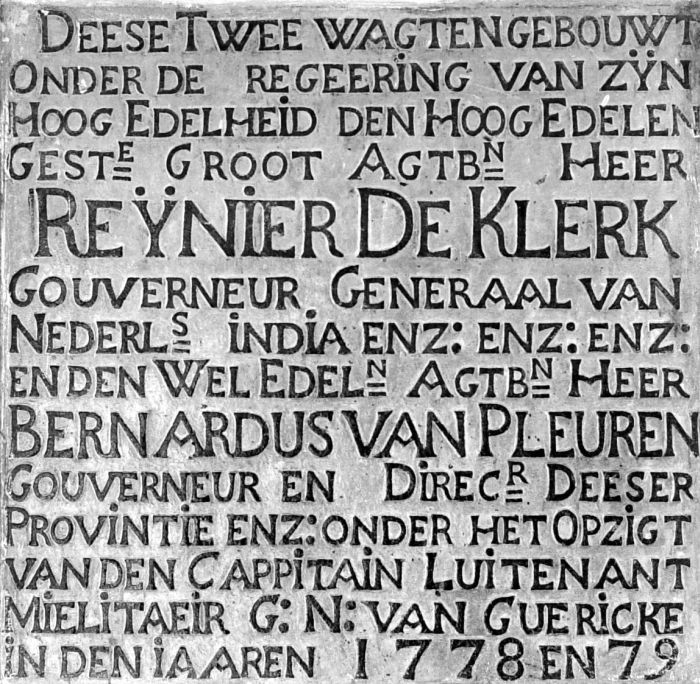
Gedenksteen in Fort Victoria te Ambon.

De kroon op zijn carrière werd gezet toen De Klerk op 4 oktober 1777, na het overlijden van Van Riemsdijk, werd benoemd tot gouverneur-generaal van de VOC. Naar eigen zeggen kwam deze benoeming op 67-jarige leeftijd te laat: "als mosterd na de maaltijd". De Klerks aanstelling werd eerst op 10 juli 1779 door Willem V bevestigd.
Na zijn benoeming ging De Klerk voortvarend te werk: hij schafte de 'hofrituelen' af die in de loop der tijd waren ontstaan rond de persoon van de gouverneur-generaal. Nu hoefde men niet meer blootshoofds stil te staan langs de kant van de weg als hij of zijn vrouw voorbij kwam en ook de verplichte welkomstreizen die alle inlandse vorsten moesten maken bij het aantreden van een nieuwe gouverneur-generaal werden afgeschaft.

De Klerk versterkte de Nederlandse invloed op Celebes door Gowa bij Makassar in te nemen; ook werd de invloedssfeer van de sultan van Bantam verder ingeperkt door de overname van Landak en Soekadana op Borneo: in Pontianak werd een residentie gevestigd en een fort gebouwd. De handel van deze streken in diamanten, was, en sago werd door de VOC geheel overgenomen. De vorsten van Tidore en Batjan die in opstand waren gekomen tegen de Nederlandse overheid werden gevangengenomen en naar Batavia gevoerd, terwijl de kroonprins van Batjan naar Ceylon werd verbannen. Hierna waren de Molukken ook niet meer in naam onafhankelijk maar kwamen direct onder VOC bestuur.
De Klerk werd in 1778 voorzitter van het nieuw opgerichte literair genootschap van Batavia. Ook gaf hij blijk van zijn culturele interesse met zijn, maar ten dele gelukte, pogingen om het Nederlands als voertaal op school in te laten voeren. Vanuit de smeltkroes van bevolkingselementen in de handelsmetropool Batavia gaf men te kennen liever de van oudsher ingeburgerde handelstalen Portugees en Maleis in het onderwijs te blijven benutten.
Het ingesleten gebruik om vanuit Nederland vooral avonturiers en mislukkelingen als dominees naar Indië te sturen probeerde De Klerk af te schaffen: hij drong er sterk op aan om alleen ervaren en talentvolle verkondigers van Gods woord naar de Oost te sturen.

De inlandse hoofden van Jacatra in de omgeving van Batavia, die zich diep in de schulden hadden gestoken, verbond hij aan zich persoonlijk door hun aflossingsregelingen aan te bieden. Ook werd door de VOC een eigen toezichtsraad ingesteld om de schulden die inlandse vorsten in de toekomst eventueel zouden maken in te tomen en doorlopend in de gaten te houden. Compagniesland in de omgeving van Batavia werd aan Javanen verkocht om aan de ene kant de toevoer van groenten naar de stad zeker te stellen en aan de andere kant om de relatie tussen de inlanders en de VOC te verbeteren.
In 1778 kwam het tussen gouverneur-generaal De Klerk en de Raad van Justitie (de hoogste rechtsinstantie in Nederlands-Indië) tot een hooglopend meningsverschil over het recht om als gouverneur-generaal inzage te kunnen krijgen in alle gerechtelijke documenten. De Klerk ontsloeg alle leden van de Raad, maar moest later bakzeil halen en toelaten dat de ontslagen leden weer in hun oude posities werden benoemd.
In augustus 1779 verslechterde de gezondheid van De Klerk en trok hij zich terug op zijn landgoed 'Grogol' in Molenvliet buiten Batavia. In maart 1780 was de Klerk zo ziek dat hij het gouverneur-generaalschap overdroeg aan Willem Alting.
De Klerk overleed op 69-jarige leeftijd op Molenvliet. François R. Radermacher, de zoon van De Klerks vrouw uit een eerder huwelijk, erfde zijn bezittingen waaronder het buitenverblijf te Molenvliet. Het landhuis kwam later in bezit van gouverneur-generaal Johannes Siberg, die het als residentie gebruikte totdat in het begin van de 19e eeuw het nieuwe paleis van de Gouverneur-Generaal van Nederlands-Indië gereed was. De Klerk werd in de Nederlands-Hervormde kerk van Batavia begraven. Zijn landhuis bestaat nog steeds en wordt, na een periode als Landsarchief (later Arsip Nasional) nu gebruikt als ruimte voor culturele evenementen en exposities.
Terugkijkend op De Klerks loopbaan kan opgemerkt worden dat zijn periode als VOC-bestuurder een overgang betekent van een voornamelijk in handel geïnteresseerd lichaam naar een meer op het scheppen van een koloniaal rijk ingesteld orgaan. Op Sumatra werden de eerste aanzetten van de latere Atjeh-oorlog onder De Klerk begonnen. De Lampongse landen, Zuid-Celebes en de Molukken kwamen in zijn tijd direct onder VOC bestuur en zijn culturele activiteiten (Schooltaal, literair genootschap, het aantrekken van goed opgeleide dominees) geven blijk van meer dan alleen een commercieel belang in Indië.